# 少花樫木
少花樫木（学名：Dysoxylum oliganthum）为楝科樫木属下的一个种。

## 扩展阅读
- 維基物種上的相關：少花樫木